# Río Jordán (Chiapas)
Río Jordán es una localidad del estado mexicano de Chiapas. Es parte del municipio de Salto de Agua.

## Demografía
| Gráfica de evolución demográfica |
|                                  |

| Censo | Población |
| ----- | --------- |
| 1970  | 303       |
| 1980  | 271       |
| 1990  | 647       |
| 2000  | 847       |
| 2010  | 1 197     |
| 2020  | 1 473     |